# Dunster
Dunster is een civil parish in het Britse graafschap Somerset. Dunster ligt in het Nationaal park Exmoor.
Bezienswaardig is het kasteel.